# Accordo di Biškek
L'Accordo di Biškek (anche Protocollo di Biškek) è l'accordo provvisorio di cessate il fuoco che segna la fine della prima guerra del Nagorno Karabakh.
Esso venne siglato il 5 maggio 1994 a Biškek, capitale del Kirghizistan dai seguenti capi delegazione:
- A. Jalilov (firma di R. Guliyev), presidente del Soviet Supremo dell'Azerbaigian
- K. Baburyan, presidente del Soviet Supremo della repubblica del Nagorno Karabakh
- B. Ararktsian, presidente del Soviet Supremo dell'Armenia
- V. Šumejko, presidente del Consiglio della Federazione di Russia
- M. Sherimkulov, presidente del Soviet Supremo del Kirghizistan
- V. Kazimirov, rappresentante plenipotenziario della Federazione Russa, capo della missione russa di mediazione
- M. Krotov, capo della Segreteria del Consiglio dell'assemblea interparlamentare degli stati membri CIS.

L'Accordo, giunto al termine di una riunione iniziata il giorno 4 maggio, congelò di fatto il conflitto.
Esso esprimeva la determinazione di assistere in tutti i modi possibili dentro e fuori del Nagorno Karabakh la cessazione del conflitto armato che non solo provocava grandi perdite al popolo armeno ed azero, ma anche colpiva significativamente gli interessi di altri paesi nella regione e complicava seriamente la situazione internazionale; inoltre, a supporto di una mozione del Consiglio CSI del 15 aprile 1994, puntava al rapido raggiungimento di un accordo finale e, dopo aver ricordato il ruolo attivo della Comunità degli Stati Indipendenti (CSI) ed essersi richiamato ad alcune decisioni dell'OSCE e delle Nazioni Unite, si appellava al buon senso delle parti invitando le stesse al raggiungimento di un definitivo accordo di pace.
Il cessate il fuoco veniva stabilito per la mezzanotte tra il giorno 8 maggio e il giorno 9 maggio.
Il 9 Kazimirov preparò un accordo definitivo di cessate il fuoco che lo stesso giorno venne sottoscritto dal ministro della difesa azero Mamedrafi Mammadov a Baku. Il giorno seguente il documento venne firmato dal ministro della difesa armeno Serzh Sargsyan a Yerevan; il ministro della difesa della repubblica del Nagorno Karabakh, Samvel Babayan sottoscrisse il documento il giorno 11 a Stepanakert.
L'accordo ebbe ufficialmente effetto alla mezzanotte del 12 maggio.